# Oberlandesgericht Neustadt
Das Oberlandesgericht Neustadt hatte von 1946 bis 1965 seinen Sitz in Neustadt an der Weinstraße (Neustadt an der Haardt) in der Lindenstraße 15 als Ersatz für das Oberlandesgericht Zweibrücken. Die Bücherei des  Oberlandesgerichts verfügte 1962 über 7000 Bände und 57 Zeitschriftenserien.

## Fälle
1949/50 verhandelte das OLG den Freispruch für den Feldgendarmen B., der den 17-jährigen fahnenflüchtigen Soldaten Josef Falter aus Winden in der Oberpfalz am 12. April 1945 an der Reichsautobahn bei Unteraichen aufgegriffen und auf der Flucht erschossen hatte. Der Strafsenat des  Oberlandesgerichts verwarf in der Sitzung vom 5. Juli 1950 die Revision des Oberstaatsanwalts gegen das Urteil des Landgerichts Kaiserslautern vom 26. April 1949 als unbegründet.